# Палангкарая
Палангкарая (індонез. Palangkaraya/Palangka Raya) — місто в Індонезії, адміністративний центр провінції Центральний Калімантан.

## Географія
Палангкарая розташовується на півдні острова Борнео, у східній частині провінції.

### Клімат
Місто знаходиться у зоні, котра характеризується вологим тропічним кліматом. Найтепліший місяць — квітень із середньою температурою 26.7 °C (80.1 °F). Найхолодніший місяць — липень, із середньою температурою 25.3 °С (77.5 °F).
| Клімат Палангкараї      | Клімат Палангкараї | Клімат Палангкараї | Клімат Палангкараї | Клімат Палангкараї | Клімат Палангкараї | Клімат Палангкараї | Клімат Палангкараї | Клімат Палангкараї | Клімат Палангкараї | Клімат Палангкараї | Клімат Палангкараї | Клімат Палангкараї | Клімат Палангкараї |
| Показник                | Січ.               | Лют.               | Бер.               | Квіт.              | Трав.              | Черв.              | Лип.               | Серп.              | Вер.               | Жовт.              | Лист.              | Груд.              | Рік                |
| Середня температура, °C | 26,1               | 26,2               | 26,2               | 26,7               | 26,6               | 25,8               | 25,3               | 25,3               | 25,7               | 26,1               | 26,3               | 26,2               | 26                 |
| Норма опадів, мм        | 255.6              | 260.7              | 281.3              | 259.2              | 222.1              | 134                | 105.9              | 110.9              | 141.4              | 163.9              | 224                | 258.8              | 2417.8             |
| Днів з опадами          | 19,1               | 16,5               | 17,4               | 15                 | 13,2               | 11,2               | 9,6                | 9,7                | 9,6                | 12                 | 15,4               | 19,1               | 167,8              |
| Вологість повітря, %    | 85.6               | 85.2               | 84.7               | 84.5               | 83.4               | 82.7               | 81.6               | 79.7               | 80.2               | 80.7               | 83.8               | 85.6               | 83.1               |
| ----------------------- | ------------------ | ------------------ | ------------------ | ------------------ | ------------------ | ------------------ | ------------------ | ------------------ | ------------------ | ------------------ | ------------------ | ------------------ | ------------------ |
| Джерело: Weatherbase    |                    |                    |                    |                    |                    |                    |                    |                    |                    |                    |                    |                    |                    |